# Brútusz
A Brútusz latin eredetű férfinév, jelentése: nehézkes, esetlen, együgyű.

## Gyakorisága
Az 1990-es években szórványos név, a 2000-es években nem szerepel a 100 leggyakoribb férfinév között.

## Névnapok
- február 2.[2]
- március 4.[2]

## Híres Brútuszok
- Marcus Brutus római szenátor, Julius Caesar egyik gyilkosa